# Botanical research: Contributions from the Institute of Botany, Academia Sinica
Botanical research: Contributions from the Institute of Botany, Academia Sinica (abreviado Bot. Res. Academia Sinica) fue una revista con ilustraciones y descripciones botánicas que fue editada en Pekín. Se publicaron 7 números desde el año 1983 hasta 1994, con el nombre en chino de Zhi wu xue ji kan / Zhongguo ke xue yuan zhi wu yan jiu¹suo bian ji.